# Athénée royal Serge Creuz
L'athénée royal Serge Creuz (actuellement[Quand ?] « Athénée royal du Sippelberg ») (CSRA) est une école secondaire publique francophone établie à Molenbeek-Saint-Jean, Bruxelles, Belgique. Il est organisé par Wallonie-Bruxelles Enseignement. Il y a cinq sections sur 3 implantations : Fondamental rue de la Prospérité, Fondamental avenue du Sippelberg, Secondaire rue de la Prospérité, Secondaire avenue du Sippelberg, et Secondaire chaussée de Gand.

## Histoire
L'école résulte de la fusion de trois écoles différentes :
1. La première rue de la Prospérité a été fondée en 1920, d'abord comme école maternelle, puis avec une école primaire pour finalement ouvrir une école moyenne. Celle-ci va être reprise par l'Etat et devint, en 1950, l'athénée royal de Molenbeek[2].
2. La seconde situé chaussée de Gand était une école primaire pour filles créée dans les années 1920 avant que ne soit créée une école professionnelle et commerciale pour filles baptisée Edmond Machtens, du nom d'un ancien bourgmestre de Molenbeek[2].
3. Finalement le Gouvernement Frère-Orban II, avait créé en 1880 une école moyenne pour jeunes filles, rue Mommaerts, qui devint un Lycée royal après la première guerre mondiale[2].

Ces trois établissements fusionnèrent dans les années 1980 sous le nom d'Athénée Royal Bruxelles-Ouest. Cet athénée prit par la suite le nom du peintre Serge Creuz.
La population de la commune changeant, celle du lycée finit par atteindre une population à 99% d'origine étrangère, dont une forte population de primo-arrivants et des familles accueillies au centre du Petit-Château.  L'école bénéficie donc d'une discrimination positive.
En 2006, un groupe d'étudiants sauva un ancien enseignant de 29 ans d'une agression qui se produisit peu de temps après qu'il fut sorti de l'école
.
L'athénée est scindé en deux nouveaux établissements au 1er septembre 2019 : l'athénée royal Toots Thielemans et l'athénée royal du Sippelberg.